# تانگوئیما
تانگوئیما شهری در شهرستان کونگوسی در استان بام در بورکینافاسوی شمالی است و جمعیت آن ۳۹۲ نفر است.